# 리우네 원자력 발전소

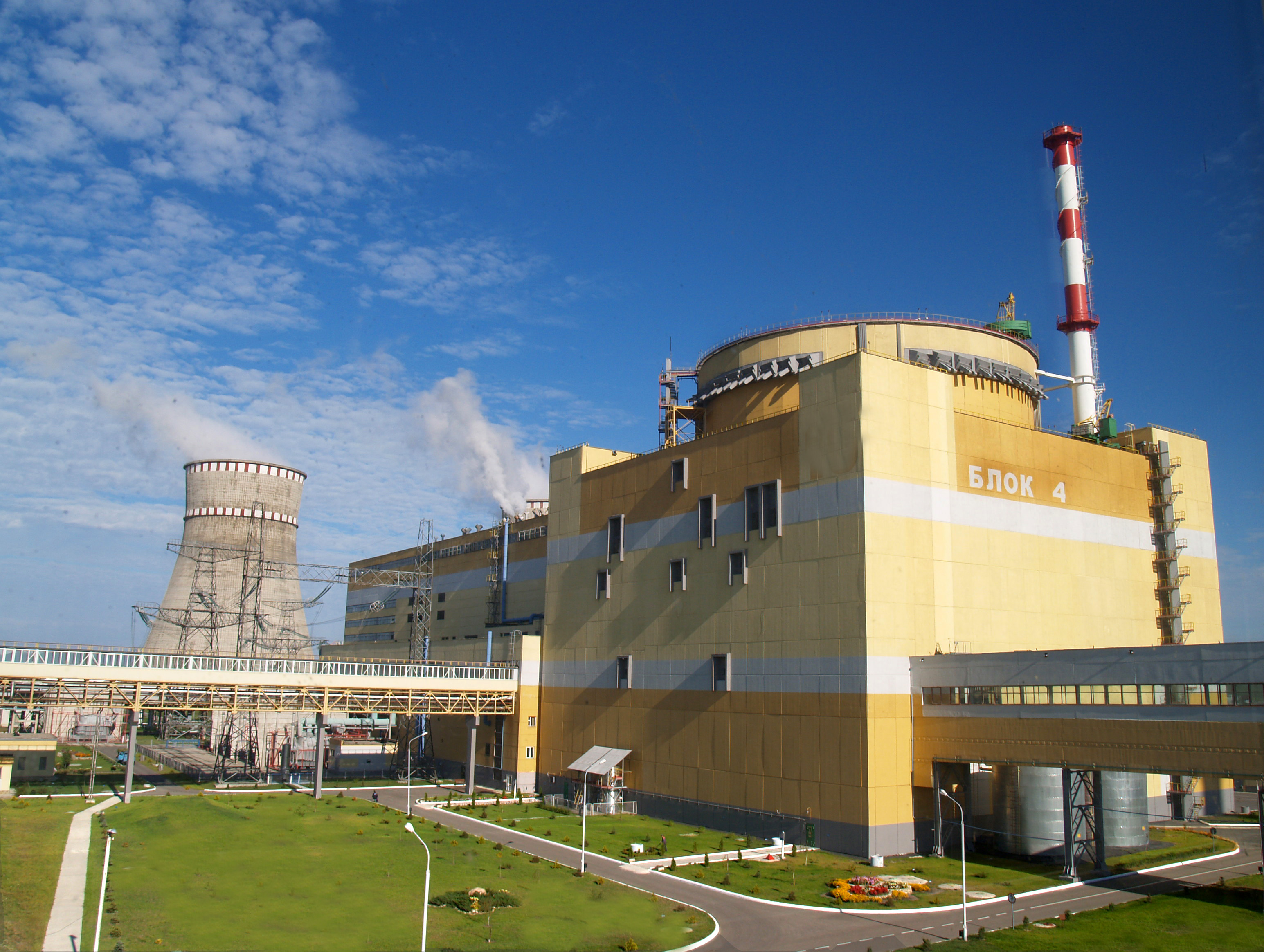

리우네 원자력 발전소(우크라이나어: Рівненська АЕС, 영어: Rivne Nuclear Power Plant)는 로브노(Rovno)라고도 불리는 우크라이나 리우네주 바라쉬에 있는 원자력 발전소이다.
리우네 원자력 발전소는 우크라이나에서 건설된 최초의 VVER-400 원자로였다. 발전소가 설계 및 건설될 때 "서우크라이나 원자력 발전소"라는 이름으로 사용되었지만 시운전 중에는 "리우네 원자력 발전소"로 이름이 변경되었다.
우크라이나 규제 위원회는 바라쉬 회의에서 리우네 동력 장치 1, 2의 수명을 20년 연장하는 결정을 채택했다.
발전소에는 명목 용량이 2500MWe를 조금 넘는 원자로 4기가 있다. 2018년 3호기는 현대화 이후 수명 연장 허가를 받아 2037년까지 운영을 20년 연장했다.